# ワイルドな17才
『ワイルドな17才』（ワイルドなじゅうななさい）は、西城秀樹の1枚目のオリジナル・アルバム。1972年11月5日にRCAから発売された。

## 概要
- デビュー曲「恋する季節」と、初のオリコンベスト20入りを果たしたヒット曲「恋の約束」や「チャンスは一度」が収録されている。
- タイトル「ワイルドな17才」は、デビュー時のキャッチフレーズである。
- 東京郵便貯金ホールにて開催されたファースト・コンサート「ワイルドな17才」の模様が、一部ライブ収録されている。

## 収録曲
| #   | タイトル | 作詞             | 作曲        | 編曲       |
| --- | --- | ---------------- | ----------- | ---------- |
| A1. | 「恋する季節」 | 麻生たかし       | 筒美京平    | 高田弘     |
| A2. | 「君と僕と恋と」 | うさみかつみ     | 鈴木邦彦    | 馬飼野康二 |
| A3. | 「若いふたりの海」 | たかたかし       | 鈴木邦彦    | 葵まさひこ |
| A4. | 「チャンスは一度」 | たかたかし       | 鈴木邦彦    | 馬飼野康二 |
| A5. | 「愛がほしいのに」 | 麻生たかし       | 羽根田武邦  | 葵まさひこ |
| A6. | 「ラブ・ミーいつまでも」 | 酒井ちえ         | 羽根田武邦  | 馬飼野康二 |
| B1. | 「恋の約束」 | たかたかし       | 鈴木邦彦    | 葵まさひこ |
| B2. | 「メドレー」(時には母のない子のように(Sometimes I Feel Like a Motherless Child)〜いつも神の御心を(Everytime I Feel The Spirit)) | Traditional      | Traditional | 馬飼野康二 |
| B3. | 「母と子の絆」 | 西城秀樹（訳詞） | Paul Simon  | 葵まさひこ |
| B4. | 「好きになった女の子」 | 深井大輔         | 西城秀樹    | 河野通雄   |
| B5. | 「君を忘れない」 | たかたかし       | 羽根田武邦  | 馬飼野康二 |

## 復刻盤
- 1976年9月25日発売のLP『西城秀樹 第1 - 7集』（全7枚）の中の1枚
- 1994年12月16日発売のCD『HIDEKI SAIJO EXCITING AGE'72 - '79』（11枚組）の中の1枚（1枚目）
- 1999年7月23日発売のCD『ワイルドな17才』
- 2021年6月18日発売のGOH HOTODAによるデジタルリマスタリング盤（Blu-spec CD2、紙ジャケット仕様）